# Oxynotus japonicus
Oxynotus japonicus — редкий вид рода трёхгранных акул одноимённого семейства отряда катранообразных, известен всего по 7 зарегистрированным экземплярам. Распространён в северо-западной части Тихого океана на глубине до 350 м. Максимальный зарегистрированный размер 64,5 см. Тело короткое, массивное и высокое, треугольное в поперечнике, высокие и крупные спинные плавники в виде паруса, у основания которых имеются короткие, толстые шипы. Анальный плавник отсутствует. Эти акулы размножаются яйцеживорождением. Коммерческой ценности не представляют.

## Ареал
Oxynotus japonicus обитают на ограниченной территории в западной части Тихого океана в водах залива Суруга и плёса Энсю-Нада на глубине от 150 до 350 м.

## Описание
Максимальный зарегистрированный размер составляет 64,5 см. Тело массивное, короткое, высокое, треугольное в поперечнике. Голова слегка приплюснута, рыло короткое и закруглённое. Крупные ноздри расположены близко друг к другу и разделены толстой кожной складкой. Сразу позади овальных глаз имеются круглые брызгальца. Рот маленький, толстые губы усеяны бугорками. Верхние зубы небольшие с узким остриём, нижние широкие, в виде треугольных лезвий. 5 пар маленьких жаберных щелей.
Спинные плавники очень высокие, в виде паруса. У их основания имеется шип, у которого виден только кончик. Первый спинной плавник сдвинут вперёд. Вдоль брюха между основаниями грудных и брюшных плавников пролегают жёсткие кили. Анальный плавник отсутствует. У края верхней лопасти хвостового плавника имеется вентральная выемка. Кожа очень грубая, поскольку хаотично и неплотно покрыта крупными плакоидными чешуйками с заострённой верхушкой.

## Биология
Эти акулы размножаются яйцеживорождением. Самцы и самки достигают половой зрелости при длине 54 см и 59 см соответственно.

## Взаимодействие с человеком
Вид не имеет коммерческой ценности. Иногда в качестве прилова попадает в донные, пойманных акул выбрасывают за борт. Данных для оценки Международным союзом охраны природы статуса сохранности вида недостаточно.